# Чемпіонат світу з футболу 2006 (срібна монета)
«Чемпіона́т сві́ту з футбо́лу. 2006» — срібна пам'ятна монета номіналом 10 гривень, випущена Національним банком України. Присвячена чемпіонату світу з футболу на кубок FIFA 2006 року, який відбувся у Німеччині.
Монету було введено в обіг 26 березня 2004 року. Вона належить до серії «Спорт».

## Опис та характеристики монети
| Номінал грн. | Метал            | Маса, грам   | Діаметр, мм. | Якість виготовлення | Гурт     | Тираж, штук |
| ------------ | ---------------- | ------------ | ------------ | ------------------- | -------- | ----------- |
| 10           | срібло 925 проби | 31,1 / 33,62 | 38,6         | пруф                | рифлений | 5 000       |

### Аверс
На аверсі монети зображено м'яч у сітці воріт, угорі — малий Державний Герб України та напис «УКРАЇНА», праворуч від воріт розміщено написи: на монеті зі срібла — «10», «ГРИВЕНЬ», «2004», позначення металу та його проби «Ag 925», маса в чистоті — «31,1» та логотип Монетного двору Національного банку України.

### Реверс

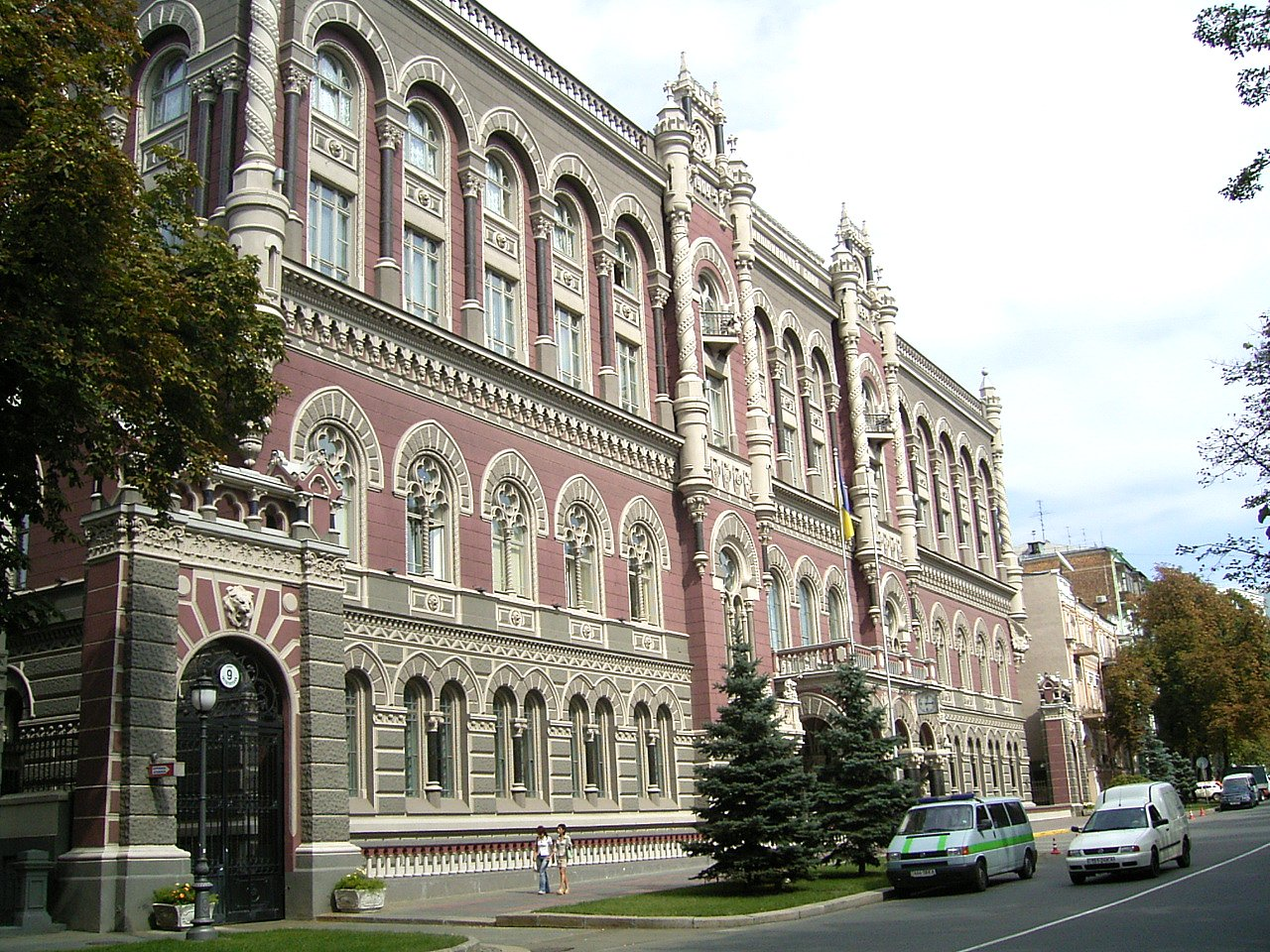
Будівля Національного банку України

На реверсі монети на тлі сітки воріт зображено футболіста та воротаря з м'ячем під час гри та унизу розміщено написи на монеті зі срібла праворуч — «2006», «FIFA», «WORLD», «CUP», «GERMANY», унизу — «ЧЕМПІОНАТ СВІТУ З ФУТБОЛУ», «НІМЕЧЧИНА»; на монеті з нейзильберу — «2006», «ЧЕМПІОНАТ СВІТУ З ФУТБОЛУ», «НІМЕЧЧИНА», «2006»

## Автори
- Художники: Таран Володимир, Харук Олександр, Харук Сергій.
- Скульптор — Атаманчук Володимир.

## Вартість монети
Ціна монети — 530 гривень, була вказана на сайті Національного банку України у 2014 році.
Фактична приблизна вартість монети, з роками змінювалася так:
| Рік        | 2010 | 2011 | 2012  | 2013  | 2014 | 2015 | 2016  | 2017  | 2018  | 2019  | 2020  | 2021  | 2022  | 2023  | 2024  | 2025  |
| ---------- | ---- | ---- | ----- | ----- | ---- | ---- | ----- | ----- | ----- | ----- | ----- | ----- | ----- | ----- | ----- | ----- |
| Ціна, грн. | 800  | 800  | 1 000 | 1 000 | 650  | 650  | 1 200 | 1 300 | 1 100 | 1 100 | 1 050 | 1 150 | 1 400 | 1 750 | 1 900 | 2 500 |